# Maxim Dlugy
Maxim Dlugy (Mosca, 29 gennaio 1966) è uno scacchista statunitense di origine russa, Grande maestro.
Si trasferì con la famiglia negli Stati Uniti, a New York, all'età di 13 anni.

## Principali risultati
- 1984 : si classifica 3º nel Campionato degli Stati Uniti;
- 1985 : vince il Campionato del mondo juniores (under-20) di Sharia negli Emirati Arabi; vince il World Open di Filadelfia;
- 1986 : partecipa con la squadra statunitense, come seconda riserva, alle Olimpiadi di Dubai, ottenendo la medaglia di bronzo di squadra e individuale di sesta scacchiera. Nello stesso anno ottiene il titolo di Grande Maestro;
- 1988 : vince ancora il World Open di Filadelfia; vince il campionato open degli Stati Uniti (U.S. Open) e il campionato blitz degli Stati Uniti;
- 1989 : vince il torneo "American Open";
- 1990 : vince per la seconda volta il campionato open degli Stati Uniti e il campionato blitz degli Stati Uniti

Nel 1990 fu eletto presidente della United States Chess Federation, carica che mantenne fino al 1993.
In seguito intraprese una carriera di operatore di borsa, lavorando per la società finanziaria "Bankers Trust" a Wall Street.